# Чейс Кроуфорд
Чейс Кроуфорд (англ. Chace Crawford; нар. 18 липня 1985, Лаббок, Техас, США) — американський актор, який відомий роллю Нейта Арчибальда в телесеріалі «Пліткарка», а також участю в фільмах «Угода з дияволом», «Під кайфом», «Привиди Елоїз».

## Біографія
Чейс Кроуфорд народився в Лаббоку, США в родині дерматолога та вчительки. У нього є молодша сестра Кандіс Крофорд — колишня володарка титулу Міс Міссурі.
Чейс навчався в Християнській академії Святої Трійці в Техасі та Університеті ім. Пепердайна з сильним релігійним спрямуванням за напрямком «Телерадіожурналістика та маркетинг». Сам же Крофорд виховувався в південній баптистській вірі та досі час від часу відвідує церкву.

## Кар'єра
У 2006 Чейс зіграв у телевізійному фільмі «Давно втрачений син». Того ж року він був одним із головних акторів у трилері Ренні Гарліна «Угода з дияволом». Наступного року актор почав виконувати роль «золотого хлопчика» Нейта Арчибальда у підлітковому серіалі «Пліткарка».
У 2008 з актором вийшли кримінальний трилер «Під кайфом» і містичний фільм жахів «Привиди Моллі Гартлі». У 2009 займався озвученням героїв мультфільмів «Гріфіни», «Робоцип», «Кавалькада мультиплікаційних комедій». У фільмі «Дванадцять» Крофорд зіграв наркоторговця, для цієї ролі актор був змушений схуднути.
У фільмі «Мир, кохання та непорозуміння» Крофорд знімався разом з Джейн Фонда та Кетрін Кінер, з Кемерон Діаз і Дженніфер Лопес актор брав участь у романтичній комедії «Чого чекати, коли чекаєш на дитину». У 2014 у Чейса була ролі в телесеріалі «Хор» та в незалежній комедії «Горці». У тому ж році стало відомо, що він приєднався до психологічного трилера «Привиди Елоїз». У 2015 актор приєднався до основного складу мильної опери «Кров і нафта».
У 2016 з актором вийшли спортивна комедійна драма «Не потрапив у команду» та романтичний фільм «Правила не застосовуються». У тому ж році він приєднався до зйомок кінокомедії «У чому смисл?». У жовті 2017 року актор отримав роль у драмедії «Усе про Ніну». У 2018 стало відомо, що Чейс виконає роль одного з учасників культу «Сім'я Менсона» в біографічній драмі «Так сказав Чарлі», а також зніметься в телесеріалі «Хлопаки». У березні 2019 року актор отримав роль у трилері «Спадок».

## Фільмографія
| Рік       |    | Українська назва                     | Оригінальна назва                    | Роль                           |
| --------- | -- | ------------------------------------ | ------------------------------------ | ------------------------------ |
| 2006      | тф | Давно втрачений син                  | Long Lost Son                        | Меттью Вільямс / Марк Галлоран |
| 2006      | ф  | Угода з дияволом                     | The Covenant                         | Тайлер Сіммс                   |
| 2007—2012 | с  | Пліткарка                            | Gossip Girl                          | Нейт Арчибальд                 |
| 2008      | ф  | Під кайфом                           | Loaded                               | Гейден Прайс                   |
| 2008      | ф  | Привиди Моллі Гартлі                 | The Haunting of Molly Hartley        | Джозеф Янг                     |
| 2008—2010 | мс | Гріфіни                              | Family Guy                           | різні ролі                     |
| 2009      | мс | Кавалькада мультиплікаційних комедій | Cavalcade of Cartoon Comedy          |                                |
| 2009      | мс | Робоцип                              | Robot Chicken                        | Джон Коннор / син              |
| 2010      | ф  | Дванадцять                           | Twelve                               | Білий Майк                     |
| 2011      | ф  | Мир, кохання та непорозуміння        | Peace, Love, & Misunderstanding      | Коул                           |
| 2012      | ф  | Чого чекати, коли чекаєш на дитину   | What to Expect When You're Expecting | Марко                          |
| 2014      | с  | Хор                                  | Glee                                 | Біфф                           |
| 2014      | ф  | Горці                                | Mountain Men                         | Купер                          |
| 2015      | ф  | Плач страху                          | Cry of Fear                          | Майк                           |
| 2015      | с  | Кров і нафта                         | Blood & Oil                          | Біллі                          |
| 2016      | ф  | Не потрапив у команду                | Undrafted                            | Барон                          |
| 2016      | ф  | Правила не застосовуються            | Rules Don't Apply                    | молодий актор                  |
| 2017      | ф  | Привиди Елоїз                        | Eloise                               | Марко                          |
| 2017—2018 | с  | Без обов'язків                       | Casual                               | Байрон                         |
| 2017      | ф  | У чому смисл?                        | I Do... Until I Don't                | Еґон                           |
| 2018      | ф  | Усе про Ніну                         | All About Nina                       | Джо                            |
| 2018      | ф  | Так сказав Чарлі                     | Charlie Says                         | Текс                           |
| 2019      | с  | Хлопаки                              | The Boys                             | Підводник                      |
| 2019      | ф  |                                      | Nighthawks                           | Стен                           |
| 2020      | ф  | Темна спадщина                       | Inheritance                          | Вільям                         |
| 2023      | ф  | Покоління V                          | Gen V                                | Кевін Московіц / The Deep      |